# تشارلز غريس
تشارلز غريس (26 مارس 1882 ببرستل في المملكة المتحدة - 6 يونيو 1938 في المملكة المتحدة) (بالإنجليزية: Charles Grace)‏ هو لاعب كريكت بريطاني (وحمل سابقاً جنسية المملكة المتحدة لبريطانيا العظمى وأيرلندا). لعب مع ويليام دبليو.جي. جريس وLondon County Cricket Club ‏.